# Mitchell Docker
Mitchell Docker, é um ciclista profissional austrália nascido a 2 de outubro de 1986 em Melbourne. Atualmente compete pela equipa EF Education First Pro Cycling Team.
Profissional desde 2006 na equipa australiana Drapac-Porsche, passou em 2008 ao Skil-Shimano.
Em 2010 culminou em 4.º lugar do Delta Tour Zeeland além de ganhar uma etapa e nesse mesmo ano venceu numa etapa da Estrada do Sul.
Em 2011 teve algumas destacadas actuações nas clássicas, que o perfilam como futuro clássico mano. Foi 6.º na Gante-Wevelgem, 15.º na Paris-Roubaix e 12.º na Vattenfall Cyclassics.

## Palmarés
2007
- 1 etapa do Tour de Hokkaido

2008
- 1 etapa do Tour do Leste de Java

2010
- 1 etapa do Delta Tour Zeeland
- 1 etapa da Estrada do Sul

## Resultados nas Grandes Voltas e Campeonatos do Mundo
| Carreira           | 2006 | 2007 | 2008 | 2009 | 2010 | 2011 | 2012 | 2013 | 2014 | 2015 | 2016 | 2017 | 2018 | 2019 |
| ------------------ | ---- | ---- | ---- | ---- | ---- | ---- | ---- | ---- | ---- | ---- | ---- | ---- | ---- | ---- |
| Giro d'Italia      | -    | -    | -    | -    | -    | -    | -    | -    | Ab.  | -    | -    | -    | 131º | -    |
| Tour de France     | -    | -    | -    | -    | -    | -    | -    | -    | -    | -    | -    | -    | -    | -    |
| Volta a Espanha    | -    | -    | -    | -    | -    | -    | 166º | 135º | 147º | Ab.  | -    | -    | 151º | -    |
| Mundial em Estrada | -    | -    | -    | -    | -    | -    | -    | -    | -    | Ab.  | 49º  | 62º  | -    | -    |

-: não participa

Ab.: abandono